# Єлизаветка
Єлизаве́тка — село в Україні, у Мокрокалигірській сільській громаді Звенигородського району Черкаської області. Населення становить 560 осіб.
Село розташоване на правому березі Великої Висі, притоки Синюхи, за 30 км від Калинополя, за 105 км від обласного центру, за 30 км від залізничної станції Шпола.

## Історія

### До кінця 18 століття
Колись річка Велика Вись була глибокою і широкою по ній снували козацькі чайки. Лівий берег річки Вись і вся його територія була розкинута в непроглядних степах, які до XVII ст. були малозаселені і належали татарам та турецьким магнатам. Останні здійснювали часті набіги на лісостепову зону, щоб пограбувати населення, що тут проживало, дівчат забрати в гареми, а хлопців — у неволю. А щоб захистити дану правобережну територію та її жителів, то по праву сторону р. Вись створювалися сторожові пости, так звані караули. Ось такий караул і створився в даному селі. Тут селилися вихідці з козацького роду.
Існують різні легенди, щодо походження назви села. Згідно з легендою назва села походить від імені шинкарки Єлизавети, яка відкрила шинок на землях села, а навколо нього почали поселятися козаки. Знайшовши зручне місце для землеробства, вони відділяли собі певні ділянки землі, зводили будівлі і заселяли дану територію. Тож на честь шинкарки і назвали село.
А інша легенда розповідає, що назва села виникла тоді, коли в 50-60 роках XVIII століття через село проїжджала княгиня Єлизавета. Вона заїхала в багате село, яке було безіменним, тож на честь даної княгині і назвали. Спочатку воно називалося Єлизаветівка, потім Ялосоветка і в кінцевому результаті — Єлизаветка.

### Період Російської імперії
В історичних документах село вперше згадується у другій половині XVIII століття. До села належало два хутори Стольніково (Петрівка) і Джулинка (Червоний Брід), які розташовані на правому березі р. Вись. Але на сьогодні цих хуторів не існує. Молодь виїхала, а старожили вимерли.
Адміністративним центром була сільська управа на чолі з старостою Яременком Василем Андрійовичем, а потім Дроботом Андрієм Матвійовичем, які не мали ніякої освіти. Відтиск великого пальця служив їм за підпис, а іноді заміняв гербову печатку.
Село розросталось, тяглось двома рукавами. Після ліквідації кріпосного права в селі було 72 двори. Маючи великі сім'ї, достатньо пасовищ. Зручні схили, що тяглися до струмка, люди відділяли для своїх садиб по 3-4 гектари землі, зводили будівлі, сіяли, обробляли, збирали і доводили до толку зібране. Деякі сім'ї мали отари овець, по 3-4 корови. Займалися хто чим міг. В селі з'явилися млини (вітряки). Де нині стоїть стадіон і школа стояли 7 вітряків. Селяни дробили зерно, молотили, виготовляли олію. Окремих жителів села є нащадки 3-4 і 5 поколінь. Це Дроботи, Яременки, Мельниченки, Шуміленки.
Культурний рівень села був дуже низьким. У 1872 році в центрі села за кошти поміщика Лопухіна з Мокрої Калигірки було побудовано церкву. При ній діяла церковно-приходська однокласна школа, у якій працював піп Сікорський. Навчалися лише діти заможних селян. В селі виписувалося тільки 2 газети. Переважна більшість людей не вміли читати, писати, рахувати.
Основним багатством села були родючі чорноземні ґрунти. В північній частині села є поклади білої будівельної глини, жовтий пісок. На хуторах Стольніково і Джулинка відкрито великі поклади граніту.

### Радянський період
Більшовики пограбували заможних селян Карнаушенка Г.Т, Наконечного А. Д., Підгірного І. Т. Кравченка П. М., Пономаренка Ф. І..
У 1927 році розпочалась примусова колективізацію, було створено ТСОЗ, а у 1929 — колгосп.
У перших роках існування колгосп придбав молотарку БДО і нафтовий двигун. Важку працю людей почали заміняти комбайни, трактори та інша с/г техніка. У 1932 році на полях колгоспу з‘явився трактор «Фордзон», а в 1933 році — Киселівської МТС прибув перший вітчизняний трактор ХТЗ, за кермо якого сів перший тракторист села Юрченко Олександр Андрійович. У 1935 році колгосп придбав першу автомашину «Форд», а в 1941 році колгосп вже мав 7 вантажних автомашин.

### Голодомор в селі
Великого лиха селу завдав голодомор 1932–1933 рр. за свідченнями очевидців померло більше як 164 жителів села, проте ця цифра не є точною.
Про жахливі умови життя у 1932—1933 роках розповідають очевидці того періоду: Свідчення-спогади Повх Ялини Іванівни, жительки села Єлизаветка, 1911 року народження (нині покійна):
|  | Весь врожай забирала влада, а зерна вистачало, але людям не давали. Люди виживали хто як міг. Ховали продукти. А як хто вкраде, то дуже карали. Не дозволялося збирати колоски, навіть після збору урожаю. Одна жінка назбирала у пляшку зерна, то її засудили до 3 років. Людей заставляли іти в колгосп. Забирали в них свиней, корів. А дехто йшов і добровільно. Я з мамою вночі в'язали снопи. Забирали нас силою. Під час голоду їли листки з берестків, з акації, насіння, пекли з бур'янів млинці. Дуже багато людей померло у той страшний час. У мене було багато подушок, рушників, то чоловік їздив в Горське і там міняли на зерно. Ось так і вижили |

Свідчення-спогади Олійник Ганни Яківни, жительки села Єлизаветка, 1926 року народження:
|  | Врожай забирала влада. А в той час хліб родив гарно. Часто приходили люди, яких посилала влада і забирали всі продукти. Щоб прожити продукти мусили ховати в ямах, на горищах. А то вони забирали все і не дивилися на плач дітей. Якби не корова, то моя родина не вижила б. На ніч її забирали з хліва до хати, бо могли вивести. На полях збирати нічого не дозволяли, як зумієш украсти, то й твоє. Була я вкрала на полі трошки зерна, бо так їсточки хотілося, то мене побили сильно, і казали, що я злодійка. В коморі зерно, поля, навіть в скиртах солому охороняли сторожі. Людей змушували іти в колгосп. Тих хто не хотів карали і били. Найстрашніший був 33 рік. Люди помирали часто, особливо дітки. Сиротів було багато. Люди їм допомагали, а хто й забирав до себе. Щоб вижити мусили їсти все, що траплялось. Їли траву, парили листки, з листків з фруктових дерев робили салат. |

Свідчення-спогади Семенюк Дарії Анатоліївни, жительки с. Єлизаветка, 1922 року народження:
|  | Страшні події війни, але голод страшніше. Голод 1932–1933 рр. добре пам'ятаю. На той час мені було 10 років. У 1932 році врожай був незборимий. Але влада все забирала. Ходили вдвох, втрьох по хатах і забирали все до зернини. В них були палиці загострені на кінці і цими палицями вони шукали хліб, могли навіть перекинути їжу, яка стояла в печі. Люди боронилися хто як міг: зачинялися в клуні, харчі ховали в соломі, зерно сипали в пляшки і закопували в землю. Дуже карали, коли знаходили заховані продукти. В нас було одне відро квасолі перемішали на горищі з половою. Але влада знайшла і сильно побила батька. Нас від смерті рятувала корова. А так їсти не було нічого. Їли що попало: листки з дерев, якусь траву, кокиш. Діти ходили пухлі від голоду і весь час казали: „Гами, гами, гами…“. Хліба не їли два роки, а були хороші врожаї. Не дозволялось навіть збирати. „Хай краще пропаде“, — так казав об'їздний, їде і всі тікають хто куди. А коли спіймає, то сильно поб'є. Часто люди з села їздили в Західну Україну мінять речі на зерно, борошно, але дуже грабували в потягах. Голод знали не всі. Діти голови сільської ради, колгоспу не голодували, у них було їжі вдосталь. Дуже багато людей померло під час голоду. Скільки точно і незнаю. Відомостей ніяких не було, померли — закопали. Хоронили свої, були такі часи, що не було кому яму викопати. Хоронили без домовини, часто в одну яму клали по 2 особи. Людей примусово гнали в колгосп. Маму зачинили на тиждень в сільській раді, бо не хотіла вступати в колгосп. Тим хто працював в колгоспі варили і давали їжу, але дуже мало. |

Свідчення-спогади Янталець Ніни Іонівни, жительки села Єлизаветка, 1925 року народження:
|  | Голод 1932–1933 рр. пам'ятаю дуже добре. Урожай був великим, але влада забирала все і вивозила. Люди були голодні, знущалися з нас як хотіли. Їм було не шкода ні дорослих, ні маленьких діточок. Приходили чоловіки, документів не показували, забирали всі продукти харчування, навіть і не дивилися на наш плач. Дуже були жорстокі. Щоб вижити, зерно ми ховали в штандари і половину штандартів замурували, а це побачив сусід і заявив на нас. Прийшли з сільської ради і забрали зерно. Саме в цей час створювався колгосп, то деякі ішли добровільно, а інших примушували. В нас була корова, то ми її ставили в коморі, бо могли украсти. Тато повів її на базар і виміняв на коня, але прийшли з сільської ради і забрали коня, ми думали хоч коня не заберуть. Голодували тоді всі. Багато пухли і померали. Не голодували лише ті в селі, хто був при владі. А ми мусили їсти траву, збирали вишні, з листків дерев, з берестка мама пекла минзарі. Біля скотомогильників стояли люди і брали падаль. Їсти не було нічого. Дітки були худющі, один скелет і пухлий живіт. Наша родина вижила лиш тому, що мама шила, а потім міняла у людей на продукти. В той час померло дуже багато людей. Були випадки, коли люди їли людей. В селі одна жінка народила дитинча, і щоб воно не мучилося порубала і хотіла з'їсти, але прийшли з сільської ради. Вона несла ту порубану дитину в макітрі через село в сільську раду, а з макітри виглядали ручки і одна ніжка. Її судили. Ось так ми пережили голод |

6 липня 2008 року в центрі села Єлизаветка було відкрито пам'ятник жертвам голодомору.

### Друга світова війна
Німецько-радянської війни принесла у домівки людей багато лиха і біди. Вороги зайняли велику частину СРСР, у тому числі і с. Єлизаветку. спасаючи від ворога колгоспну власність на Схід відправлялось ВРХ, свині, вівці, коні. Групу по відправці тварин очолив ветеринарний фельдшер Шуміленко Ларіон Григорович. Було відправлено 420 голів ВРХ, 560 свиней, 90 пар волів, 120 коней, а також 7 автомашин і двигун внутрішнього згорання. Під час війни і окупації було зруйновано 2 приміщення МТС, 4 бригадні конюшні, гараж, млин, спалено десятки хат жителів села. Німці грабували, руйнували, палили село, відправляли молодь для рабської праці в Німеччину, організовували облави на комуністів. Так було розстріляно патріотів Батьківщини: Олійника Юхима Васильовича, Дробота Ванедя Андрійовича, Сичена Якима Лук'яновича.
13 березня 1944 року частина 52-армії під командуванням генерал-лейтенанта Коротаєва, яка входила до складу Другого Українського фронту, звільнила територію села від німецьких окупантів.
270 жителів пішло на захист Батьківщини. 123 односельчан загинуло на фронтах Німецько-радянської війни. В їх честь в центрі села споруджено Обеліск Слави. 18 березня 1989 року біля школи була закладена Алея Слави. Учні школи посадили 21 берізку (земля взята по одному відру з батьківської хати) в пам'ять загиблим односельчанам в роки Німецько-радянської війни.
За проявлений героїзм при виконанні інтернаціонального обов'язку жителю села Єлизаветка Ніковському Миколі Тарасовичу в 1956 році присвоєне високе звання «Героя Радянського Союзу».

### Повоєнний період
Після закінчення війни весь тягар відбудови господарства ліг на плечі жінок і підлітків. Із Сходу повернувся із трактором Семенюк Дем'ян Тимофійович. Крім того було 7 коней і одна пара волів. Запрягали в плуги корів, посівний матеріал носили із станції Шпола, косили косами і серпами.
В перші післявоєнні роки колгосп очолював Волошин Павло Дмитрович (1945 р.), Баращук Борис Якович (1946—1949 рр.). в 1950 році до колгоспу «Радянська Україна»(с. Єлизаветка) було приєднано колгосп «Нове життя» (х. Стольніково і х. Джулинка). Очолював колгосп у 1950 році Колій Нікіфор Архипович, головою сільської ради був Крижанівський Борис Іванович. В 1951 році був приєднаний колгосп «Шлях Ілліча» с. Суха Калигірка. Назвали колгосп ім. Леніна, очолював його на той час Янталець Сидір Євтухович, головою сільської ради працював Мельниченко Олексій Макарович, а потім Чумак Микола Григорович.
Об'єднання колгоспів не дало ніяких зрушень у виробництві ні для одного ні для другого колгоспів і тому в 1952 році колгосп роз'єднали. В 1952—1953 роках колгоспочолював Єлістратов Іван Семенович, головою сільської ради працював Мельниченко Василь Макарович.
В 1954—1956 роках колгосп очолював Великород Артем Ісакович. Колгосп залічував рани війни, з кожним роком зростали врожаї с/г культур, підвищувалась продуктивність тваринництва. Було побудовано декілька тваринницьких приміщень. В 1957 році було побудовано 4-х рядний корівник.
В 1963—1965 рр. відбулося об'єднання двох колгоспів «Радянська Україна» с. Єлизаветка і «Шлях Леніна». З цього часу колгосп носив назву ім. Дзержинського. З 1960 по 1965 рік колгосп очолював Великород Артем Ісакович. В об'єднаному колгоспі нараховувалося 866 дворів (1675 колгоспників). За колгоспом закріплено 4790 га угідь, у тому числі 3706 га орної землі. З 1964 року колгосп почав спеціалізуватись по виробництву м'яса ВРХ і виробництву курячих яєць. Розпочато будівництво нових тваринницьких приміщень і типових приміщень птахокомплексу.
З 1965—1985 рр. головою колгоспу був Мрига Дмитро Васильович. Ці роки були роками економічного піднесення господарства, поліпшення добробуту населення і культурного розвитку села.
До 1970 року учні сільської школи навчалися в пристосованих приміщеннях, які складалися з чотирьох будинків. Нелегко було працювати в такій школі. І тому найбільшою радістю для учнів був подарунок колгоспу в 1970 році — приміщення нової типової двохповерхової школи, збудованої на честь 100-річчя від дня народження В. І. Леніна. в школі водяне опалення, кабінети, спортивний зал, майстерня.

### 1980-ті
В 1986 році закінчено будівництво сільського будинку культури на 300 місць, у якому розмістилася і сільська бібліотека. побудовано нову арку при в'їзді в село.
Проведено реконструкцію санпропускника на тваринницькому комплексі, де обладнано столову, розпочато будівництво дороги з твердим покриттям по вулиці Пушкіна, покрито асфальтом 1 км дороги по вулиці Ватутіна.
10 березня 1987 року від колгоспу ім. Дзержинського від'єдналася друга виробнича дільниця колгоспу с. Ярошівка. в цьому ж році головою колгоспу на виборах обрали Коваля Станіслава Васильовича.
Протягом 1987—1993 рр. проводилося будівництво житлових будинків, зроблено поліпшену дорогу до школи, прокладено водопровід по вул. Пушкіна, Леніна, Гагаріна. Проводився благоустрій населеного пункту. Колгосп був одним з передових у Катеринопільському районі.
Оператори на дорощуванні великої рогатої худоби колгоспу ім. Дзержинського: Фрунзе В. М., Гоголь Н. В., Курінна Н. К.

### Незалежна Україна
У 1993 році було утворено перше фермерське господарство «Братів Дроботів», яке обробляло 30 га землі. В 1996 році було утворено ще чотири фермерських господарств. В грудні 1995 року було розпайовано землі КСП «Єлизаветка». Власниками земельних часток (паїв) стало 438 осіб
30 січня 1993 року колгосп ім. Дзержинського реформовано в КСП «Єлизаветка», яке в березні 2000 року реорганізовано в СТОВ «Єлизаветка». 10 березня 2001 року утворилася А\ф «Єлизаветка». Послуги населенню по переробці с\г продукції надає з 2003 року СОК «Добробут».

## Соціальна сфера
Сьогодні село Єлизаветка живе своїм буденним життям. Станом на 1.01.2010 року в селі проживає 472 особи. На території села функціонує загальноосвітня школа І-ІІ ступенів, ФАП, будинок культури, бібліотека, відділення зв'язку, магазин РайСТ, 3 магазини підприємців.

## Пам'ятки
- Велика Вись — ландшафтний заказник місцевого значення.

## Видатні мешканці
Видатні люди села:
- Ніковський Микола Тарасович — за виявлений героїзм при виконанні інтернаціонального обов'язку в 1956 році удостоєний звання Героя Радянського Союзу.

Заслужені трудівники, орденоносці:
- Семенюк Євдокія Іванівна, 06.09.1925 року народження, працювала дояркою, померла 22.02.2005 р. Нагороджена:
  - Орденом Знак Пошани в 1958 році.
  - Орденом Трудового Червоного Прапора — 1966 р.
  - Орденом Трудового Червоного Прапора — 1971 р. (за високі показники в роботі у VIII п'ятирічці)
  - Орденом Леніна — 1974 р.
  - Орденом дружби народів — 1981 р.
- Яременко Іван Федорович, 12.08.1928 року народження.

Нагороджений: Орденом «Знак Пошани» (за успіхи досягнуті в Всесоюзному соціалістичному змаганні, проявлену трудову доблесть у виконанні народногосподарських планів і прийнятих зо6ов'язань по збільшенню виробництва і продажу державі продуктів землеробства і тваринництва).
- Дудченко Анна Макарівна — 10.02.1932 року народження, доглядач ВРХ. Майстер 1класу.

Нагороджена: Орденом Знак Пошани в 1977 р. (за досягнуті успіхи у Всесоюзному соціалістичному змаганні і трудову доблесть у виконанні планів 1976 року.). У наш час[коли?] — на заслуженому відпочинку.
- Шевченко Петро Степанович — 07.07.1937 року народження. Працював механізатором в колгоспі. Зараз знаходиться на заслуженому відпочинку.

Нагороджений: Орденом Знак Пошани в 1978 р.
- Мельниченко Василь Павлович −11.01.1940 року народження. Працював механізатором тракторної бригади. У наш час[коли?] знаходиться на заслуженому відпочинку. Нагороджений: Орденом Трудової Слави ІІІ ступеня в 1978 р.
- Шпак Віктор Миколайович — 01.05.1956 року народження . Працював механізатором колгоспу. У наш час[коли?] очолює фермерське господарство «Шпак». Нагороджений: Орденом Трудової Слави в 1984 р.
- Шуміленко Микола Олексійович — 20.11.1941року народження. Комбайнер колгоспу. У наш час[коли?] перебуває на заслуженому відпочинку. Голова ради ветеранів, член виконкому. У 1985 році зайняв II місце в соціалістичному змаганні серед комбайнерів району, та ІІІ місце серед комбайнерів області. 1986—1988 років. Переможець соціалістичного змагання серед комбайнерів району.

Нагороджений: Орденом Трудової Слави III ступеня в 1986 р.
- Юшта Павло Степанович — 18.08.1918 року народження. Зараз знаходиться на заслуженому відпочинку. Нагороджений: Орденом Трудового Червоного Прапора в 1973 р.
- Кобець Арнольд Іванович — 04.06. 1931 року народження. Агроном колгоспу. 1990—1994 роки — сільський голова. Зараз знаходиться на заслуженому відпочинку.

Нагороджений: Орденом Трудового Червоного Прапора в 1973 р.
- Коденець Леонід Григорович — 30.03.1938 року народження. Нагороджений: Орденом Трудового Червоного Прапора в 1976 р. (за досягнуті успіхи у Всесоюзному соціалістичному змаганні ї трудову доблесть у виконанні планів по виробництву і продажу с/г продукції)